# かんあきチャンネル
Kan&Aki’s CHANNEL（かんあきちゃんねる）は、日本のYouTuber。熊本県熊本市在住。事務所は家族が設立したsister’s。

## 概要
2025年1月時点で動画チャンネルの視聴回数は計113億回を超え、登録者数は約401万人と国内トップクラス。チャンネル開設当初の動画の内容は、主にかんなとあきらがおもちゃや菓子の紹介をするものであったり、家族でのお出かけが多かったが、最近はかんなとあきらだけではなく、あさひやぎんた、両親も動画に出演し、動画の内容もゲーム実況やクッキング動画、ダンス動画などが増えている。撮影と編集は両親が担当している。
父親が家業の看板店(住吉工芸社)の売り上げを伸ばそうと商品を紹介する動画を撮って投稿していた際に、ブログでよく子どもの写真をアップしていたことから「動画もいいかも」と2010年5月にチャンネルを開設したのがきっかけ。

## メンバー
| 名前         | 生年月日              |
| ------------ | --------------------- |
| かんな       | 2006年5月30日（19歳） |
| あきら       | 2008年9月28日（16歳） |
| あさひ       | 2013年7月23日（12歳） |
| ぎんた       | 2015年7月24日（10歳） |
| ママ（マモ） | 9月26日（年齢不詳）   |
| パパ（パポ） | 1974年8月15日（50歳） |

## 出演

### テレビアニメ
- しまじろうのわお!
- キラッとプリ☆チャン 第44話「ファッションショー手伝ってみた!」

### 劇場アニメ
- 劇場版 七つの大罪 天空の囚われ人（2018年8月18日、東映）

### 共演
- にゃんこスター[8]

### 動画
1. 1 2  “かんなさん15歳バースデー！小栗パポからの豪華プレゼント！”.   Kan & Aki's CHANNEL（YouTube） (2021年6月4日). 2021年8月2日閲覧。
2. 1 2  “【あきぽんバースデー】13歳になりました！ずっと欲しかったプレゼント♪”.   Kan & Aki's CHANNEL（YouTube） (2020年10月2日). 2021年10月4日閲覧。
3. 1 2  “【あちゃぴ10歳バースデー】サプライズでホテルにお泊り♪”.   Kan & Aki's CHANNEL（YouTube） (2023年8月19日). 2024年10月11日閲覧。
4. 1 2  “ぎん9歳バースデー！レックウザそうめんスライダー！”.   Kan & Aki's CHANNEL（YouTube） (2024年8月12日). 2024年10月11日閲覧。
5. 1 2  “★Vlog★サプライズにびっくり！ママバースデーの１日♪”.   Kan & Aki's CHANNEL（YouTube） (2024年8月12日). 2024年10月11日閲覧。
6. 1 2  “★Vlog★パポの○○歳のお誕生日と熊本オフ会！”.   Kan & Aki's CHANNEL（YouTube） (2024年9月21日). 2024年10月11日閲覧。
7. ↑  “パポとママだけでもりあがったゲーム・・・悪ひげ危機一髪★甘口編★”.   Kan & Aki's CHANNEL（YouTube） (2020年9月29日). 2021年10月4日閲覧。
8. ↑  “ママとどんぐりひろい対決だぁ〜！あちゃぴのあつ森＃17”.   Kan & Aki's CHANNEL（YouTube） (2020年9月28日). 2021年10月4日閲覧。